# توماس دي كوينسي
توماس بنسون دي كوينسي (بالإنجليزية: Thomas Penson De Quincey)‏ (15 أغسطس 1785 - 8 ديسمبر 1859)، كاتب إنجليزي، اشتهر بكتاب سيرته الذاتية: كونفيشن أوف أن إنغليش أوبيوم إيتر (Confessions of an English Opium-Eater) (1821). يقترح العديد من الأدباء أنه عند نشر هذا العمل، افتتح دي كوينسي تقليد أدب الإدمان في الغرب.

## حياته وعمله

### توماس الطفل والطالب
ولد توماس دي كوينسي في 86 كروس ستريت، مانشستر، لانكشر. توفي والده، وهو تاجر ناجح مهتم بالأدب، عندما كان دي كوينسي صغيرًا جدًا. بعد فترة وجيزة من ولادته، انتقلت العائلة إلى ذا فارم ثم بعد ذلك إلى غرينهايس، وهو منزل ريفي أكبر في تشورلتون أون ميدلوك بالقرب من مانشستر. في عام 1796، بعد ثلاث سنوات من وفاة والده توماس كوينسي، أخذت والدته -إليزابيث بينسون سابقًا- اسم «دي كوينسي». ثم انتقلت والدة دي كوينسي في نفس العام إلى باث، مقاطعة سومرست، ليلتحق توماس بمدرسة الملك إدوارد.
كان دي كوينسي طفلاً ضعيفًا ومريضًا. قضى شبابه في عزلة، وعندما عاد شقيقه الأكبر، ويليام، إلى المنزل، أحدث إزعاجًا كبيرًا في الأنحاء. كانت والدة دي كوينسي (التي احتسبت هانا مور من بين أصدقائها) امرأة ذات شخصية وذكاء قويين، ولكن يبدو أنها ألهمت الرعب أكثر من المودة عند أطفالها، إذ ربتهم بصرامة، وأخرجت دي كوينسي من المدرسة بعد ثلاث سنوات لأنها كانت تخشى أن يصبح عنيدًا ومتكبرًا، وأرسلته إلى مدرسة أقل مستوى في وينغفيلد في ويلتشاير. يقال إنه في هذا الوقت، وفي عام 1799 بالتحديد، قرأ دي كوينسي لأول مرة ليريكال بالادز (Lyrical Ballads) لويليام ووردزوورث.
في عام 1800، كان دي كوينسي، البالغ من العمر 15 عامًا، جاهزًا للالتحاق بجامعة أكسفورد. وكانت منحته الدراسية سابقة كثيرًا لسنه. وقال عنه أستاذه في باث: «بإمكان هذا الصبي أن يخطب في حشد إنجليزي». وقد أُرسل إلى مدرسة مانشستر الثانوية، لكي يحصل بعد قضاء 3 سنوات هناك على منحة في كلية براسينوس، أكسفورد، لكنه عاد بعد 19 شهرًا. 
كانت خطته الأولى هي الوصول إلى ويليام وردزورث، الذي أثر فيه كتابه للقصائد الغنائية ليريكال بالادز (1798) وعبّر عن نوباته عند الاكتئاب وأيقظ فيه تقديسًا عميقًا للشاعر. ولكن كان دي كوينسي خجولًا للغاية لفعل ذلك، فشق طريقه إلى تشستر، حيث كانت تسكن والدته، على أمل رؤية أخته؛ لكن قُبض عليه من قبل أفراد العائلة الأكبر سنًا. و من خلال جهود عمه، العقيد بينسون، تلقى وعدًا بالتحصل على جنيه (1.05 جنيهًا إسترلينيًا) في الأسبوع لتنفيذ مشروعه الأخير المتمثل في السفر بمفرده عبر ويلز. عاش دي كوينسي من يوليو إلى نوفمبر 1802 عابر سبيل. وسرعان ما فقد خاصية التحصل على الجنيه أسبوعيًا من خلال التوقف عن إبقاء عائلته على علم بمكان وجوده، وكان يواجه صعوبة في تغطية نفقاته. ومع ذلك وعلى ما يبدو، خوفًا من المطاردة، اقترض بعض المال وسافر إلى لندن، حيث حاول اقتراض المزيد. بعد فشله في تحقيق ذلك، قرر العيش فقيرًا جائعًا بدلاً من العودة إلى عائلته.

## روابط خارجية
- توماس دي كوينسي على موقع الموسوعة البريطانية (الإنجليزية)
- توماس دي كوينسي على موقع ميوزك برينز (الإنجليزية)
- توماس دي كوينسي على موقع إن إن دي بي (الإنجليزية)